# 奚元龄
奚元龄（1911年—1988年），男，江苏武进人，中国棉花遗传育种学家，曾任中国遗传学会副理事长，第三、五届全国人大代表。